# Асопардо
Асопардо (исп. Río Azopardo) — река на острове Огненная Земля в провинции Тьерра-дель-Фуэго (область Магальянес, Чили).

## География
Река берёт начало в озере Фаньяно на высоте 140 метров. Течёт на запад, впадает в залив Альмирантасго (Тихий океан). Река очень короткая, её длина составляет всего 11 км.
В водах реки водится озёрная, ручьевая и радужная форель, являющаяся объектом любительского и спортивного рыболовства.